# World Press Photo of the Year
World Press Photo of the Year är en internationell årlig fototävling som sedan 1955 utser årets bästa pressfotografi. Tävlingen arrangeras av den nederländska organisationen World Press Photo. Priset består (2018) av 10 000 euro, en statyett och en kamera.
Vid sidan av huvudtävlingen utdelas även priser i andra kategorier. Genom åren har dessa kategorier varierat och år 2018 var kategorierna miljö, allmänna nyheter, långa projekt, natur, människor, sport samt platsnyheter. I dessa kategorier kan såväl enskilda bilder som bildserier prisas. Alla vinnande och nominerade bilder ställs sedan ut i en fotoutställning som under det följande året besöker 100 städer och 45 länder. Utställningen besöks varje år av runt 4 miljoner personer.

## Historik
År 1955 fick en grupp nederländska pressfotografer en idé om att omvandla den nationella fototävlingen the Zilveren Camera till en internationell tävling. Den första tävlingen hölls samma år i december och man beslutade då att det skulle bli en årlig tävling. Det första året deltog 42 fotografer från 11 länder i tävlingen och de skickade in 300 tävlingsbidrag. Det följande året fyrdubblades antalet tävlingsdeltagare och antalet nationaliteter dubblades. År 2017 deltog över 5000 fotografer från 125 länder i tävlingen och tillsammans skickade de in 95 000 fotografier.

## Vinnare av World Press Photo of the Year
Vinnande bilder i huvudtävlingen.
| År   | Fotograf                 | Ämne                                          |
| ---- | ------------------------ | --------------------------------------------- |
| 1955 | Mogens von Haven         | Motorsport                                    |
| 1956 | Helmuth Pirath           | Återvända hem efter kriget                    |
| 1957 | Douglas Martin           | Segregation i USA                             |
| 1958 | Inget pris utdelat.      | Inget pris utdelat.                           |
| 1959 | Stanislav Tereba         | Fotboll                                       |
| 1960 | Inget pris utdelat.      | Inget pris utdelat.                           |
| 1961 | Yasushi Nagao            | Lönnmord                                      |
| 1962 | Héctor Rondón Lovera     | Uppror i Venezuela                            |
| 1963 | Malcolm Browne           | Förtrycket av buddhister i Vietnam            |
| 1964 | Don McCullin             | Konflikten på Cypern                          |
| 1965 | Kyōichi Sawada           | Vietnamkriget                                 |
| 1966 | Kyōichi Sawada           | Vietnamkriget                                 |
| 1967 | Co Rentmeester           | Vietnamkriget                                 |
| 1968 | Eddie Adams              | Vietnamkriget                                 |
| 1969 | Hanns-Jörg Anders        | Konflikten i Nordirland                       |
| 1970 | Inget pris utdelat.      |                                               |
| 1971 | Inget pris utdelat.      |                                               |
| 1972 | Wolfgang Peter Geller    | Bankrånet i Saarbrücken                       |
| 1973 | Huỳnh Công Út            | Vietnamkriget och Phan Thị Kim Phúc           |
| 1974 | Orlando Lagos            | Militärkuppen i Chile                         |
| 1975 | Ovie Carter              | Svälten i Sahel, Niger                        |
| 1976 | Stanley Forman           | Eldsvådan på Marlborough Street               |
| 1977 | Françoise Demulder       | Inbördeskriget i Libanon                      |
| 1978 | Leslie Hammond           | Apartheid                                     |
| 1979 | Sadayuki Mikami          | Narita International Airport                  |
| 1980 | David Burnett            | Röda khmerernas fall i Kambodja               |
| 1981 | Mike Wells               | Svälten i Karamoja, Uganda                    |
| 1982 | Manuel Pérez Barriopedro | Statskuppförsöket i Spanien                   |
| 1983 | Robin Moyer              | Inbördeskriget i Libanon                      |
| 1984 | Mustafa Bozdemir         | Jordbävningen i Turkiet                       |
| 1985 | Pablo Bartholomew        | Bhopalkatastrofen                             |
| 1986 | Frank Fournier           | Omayra Sánchez                                |
| 1987 | / Alon Reininger         | AIDS                                          |
| 1988 | Anthony Suau             | Valet i Sydkorea                              |
| 1989 | David Turnley            | Jordbävningen i Armenien                      |
| 1990 | Charlie Cole             | Massakern på Himmelska fridens torg           |
| 1991 | Georges Merillon         | Konflikten i Kosovo                           |
| 1992 | David Turnley            | Kuwaitkriget                                  |
| 1993 | James Nachtwey           | Svälten i Somalia                             |
| 1994 | Larry Towell             | Palestina                                     |
| 1995 | James Nachtwey           | Folkmordet i Rwanda                           |
| 1996 | Lucian Perkins           | Första Tjetjenienkriget                       |
| 1997 | Francesco Zizola         | Inbördeskriget i Angola                       |
| 1998 | Hocine                   | Inbördeskriget i Algeriet                     |
| 1999 | Dayna Smith              | Konflikten i Kosovo                           |
| 2000 | Claus Bjørn Larsen       | Kosovokriget                                  |
| 2001 | Lara Jo Regan            | Invandringen till USA                         |
| 2002 | Erik Refner              | Flyktingkatastrofen i Afghanistan             |
| 2003 | / Eric Grigorian         | Jordbävningen i Iran                          |
| 2004 | Jean-Marc Bouju          | Irakkriget                                    |
| 2005 | Arko Datta               | Jordbävningen i Indiska oceanen               |
| 2006 | Finbarr O'Reilly         | Hungersnöden i Niger                          |
| 2007 | Spencer Platt            | Inbördeskriget i Libanon                      |
| 2008 | Tim Hetherington         | Afghanistankriget                             |
| 2009 | Anthony Suau             | Subprime-krisen                               |
| 2010 | Pietro Masturzo          | Presidentvalet i Iran                         |
| 2011 | Jodi Bieber              | Talibanernas behandling av kvinnor            |
| 2012 | Samuel Aranda            | Jemenitiska revolutionen, Arabiska våren      |
| 2013 | Paul Hansen              | Offer för Operation Pillar of Defense         |
| 2014 | John Stanmeyer           | Afrikanska migranter                          |
| 2015 | Mads Nissen              | HBTQ-rättigheter i Ryssland                   |
| 2016 | Warren Richardson        | Migrationskrisen i Europa                     |
| 2017 | Burhan Ozbilici          | Mordet på Andrej Karlov                       |
| 2018 | Ronaldo Schemidt         | Krisen i Venezuela                            |
| 2019 | John Moore               | Donald Trumps immigrationspolitik             |
| 2020 | Yasuyoshi Chiba          | Statskuppen i Sudan                           |
| 2021 | Mads Nissen              | Social distansering under Coronaviruspandemin |
| 2022 | Amber Bracken            | Kamloops Indian Residential School            |
| 2023 | Evgeniy Maloletka        | Rysslands invasion av Ukraina                 |